# Paramount Cars
Die Paramount Cars waren ein britischer Automobilhersteller. Dort entstanden von 1950 bis 1956 zweitürige Cabriolets.

## Geschichte
Ende der 1940er Jahre lernten Sam Underwood und Bill Hudson sich kennen. Underwood war ausgebildeter Mechaniker. Während des Zweiten Weltkriegs wurde er als Soldat in leitender Position in einer Fabrik für Schiffsmotoren eingesetzt. Nach Kriegsende nahm er eine Stelle als Direktor einer großen Reparaturwerkstatt für Automobile in Derbyshire an. Dort traf er auch auf Hudson, der zu dieser Zeit Polizist war.
Beide entschlossen sich, eine gemeinsame Firma zu gründen, deren Ziel es war, Fahrzeuge der Mittelklasse zu produzieren. 1947 ließen sie die Paramount Cars ins Handelsregister eintragen. Da zunächst die finanziellen Mittel für ihr eigentliches Vorhaben fehlten, begannen sie mit einem Gebrauchtwagenhandel in Swadlincote. Der wirtschaftliche Erfolg erlaubte es relativ schnell, sich ihren wirklichen Plänen zuzuwenden. Ein erster Prototyp konnte Ende der 1940er Jahre auf dem Chassis und mit dem Motor eines Alvis 14 realisiert werden. Der Wagen erhielt von seinen Entwicklern den Namen „The pig“; eine Bezeichnung, die sicherlich schon marketingtechnisch problematisch war und darüber hinaus den Kern der Ausstrahlung ihrer Kreation auf den Punkt traf. Der Karosserie fehlte es an der zu dieser Zeit üblichen Filigranität, und sie war mit sehr breiten Abmessungen für den britischen Markt eher außergewöhnlich. Die Fachpresse beurteilte das Auto bei kritischer Betrachtung als unverkaufbar. Wohlwollendere Urteile nannten die Karosserielinie transatlantisch. Leider war ein Export in die USA zu diesem Zeitpunkt aber gar nicht vorgesehen.
Die weiteren Arbeiten an diesem Projekt wurden daher eingestellt. In der Folge entwickelten die beiden Unternehmensgründer ein sportlicheres Fahrzeug auf der mechanischen Basis des Alvis Eagles. Aber auch dieses Konzept wurde wieder verworfen. Das erste Modell, das wirklich in den Verkauf kommen sollte, war ein zweitüriges Cabriolet, das sich der technischen Elemente des Ford Ten bediente. Die Formgebung erinnerte jedoch an den damals erfolgreichen Austin Atlantic A 90. Auf einem stabilen Rohrrahmen mit blattgefederten Rädern (hinten längs, vorne quer) wurde eine aufwendige Stahlkarosserie aufgebaut. Der seitengesteuerte Vierzylinder-Reihenmotor hatte einen Hubraum von 1726 cm³, der 31 PS (22,8 kW) bei einer Verdichtung von 6,1:1 bzw. 36 PS (26,5 kW) bei einer Verdichtung von 7,0:1 entwickelte. Der Radstand des 4216 mm langen und 1676 mm breiten Wagens betrug 2438 mm, seine Spurweite 1295 mm. Das Auto erhielt den Namen MkI und wurde für 494 Pfund angeboten.
Underwood und Hudson planten, mindestens fünf Fahrzeuge pro Woche zu bauen. Dieses Ziel wurde jedoch nie erreicht. Zwischen 1950 und 1952 verließen gerade einmal sieben Einheiten die Werkshallen. Die finanziellen Probleme wuchsen dadurch, und letztlich konnte ein Konkurs nur durch einen Verkauf an die Meynell Motor Co. abgewendet werden. Allerdings belebten auch die neuen Inhaber die Geschäfte nicht, obwohl sie versuchten, durch einen Relaunch die Situation zu verändern. Der als MkII präsentierte Wagen wurde äußerlich leicht überarbeitet und erhielt einen Kühlergrill, der stark an die BMW-Niere erinnerte. Als Option waren Kompressormotoren von Wade oder Shorrock oder auch ein Motor, mit SU-Doppelvergasern ausgestattet, erhältlich. Da aber der Preis für die Basisversion auf 1000 Pfund erhöht wurde, fanden sich auch so nur wenige Käufer. Man geht heute (Stand: 30. August 2012) davon aus, dass nur zwischen sieben und neun Interessierte einen Kaufvertrag unterschrieben haben. Eine ältere Quelle gibt exakt 72 Fahrzeuge an.
Daher trennte sich Meynell Motor Co. von diesem Geschäft und verkaufte die Firma an Camden Motors. Diese änderten die abermals die Karosserie und verbauten nun den 1,5-l–Motor des Ford Consul mit 47 PS (34,5 kW) bei 4400 min−1. Außerdem wurde die Plattform um 15 cm verlängert. Ab 1955 hieß das Auto Paramount 1½-litre. Aber auch so kam es nicht zu einem wirtschaftlichen Erfolg. 1956 wurde die Firma daher aufgelöst.

## Modelle
| Modell     | Bauzeitraum | Zylinder | Hubraum  | Leistung                 | Radstand |
| ---------- | ----------- | -------- | -------- | ------------------------ | -------- |
| MkI / MkII | 1950–1955   | 4 Reihe  | 1172 cm³ | 31–36 bhp (22,8–26,5 kW) | 2438 mm  |
| 1½-litre   | 1955–1956   | 4 Reihe  | 1508 cm³ | 47 bhp (34,5 kW)         | 2591 mm  |